# Helen B. Taussig
Helen B. Taussig   (Cambridge, 24 de maig de 1898 - Kennett Square, 20 de maig de 1986) va ser una important cardiòloga estatunidenca. Coneguda pels seus treballs de cirurgia cardíaca, va treballar a Baltimore i a Boston, on va fundar el camp de la cardiologia pediàtrica. Se la sol citar com la responsable de dissenyar el procediment Shunt de Blalock-Taussig, que allargava la vida dels nounats amb Tetralogia de Fallot.
El 1947 va escriure un llibre sobre malformacions congènites del cor i el 1957 va rebre el Premi Albert Lasker per la seva investigació en medicina clínica. El 1959 va ser una de les primeres dones a obtenir una càtedra a la Universitat Johns Hopkins. També va ser una de les primeres a advertir a les autoritats sobre els perills de la Talidomida, després d'estudiar nounats nascuts amb malformacions a causa d'aquest medicament.
El 1964 va rebre la Medalla Presidencial de la Llibertat de mans de Lyndon Johnson i des del 2005 el centre de cardiologia pediàtrica de la Universitat Johns Hopkins porta el seu nom. El 2004 va estrenar-se el film Something the Lord Made, sobre la recerca dels seus companys cardiòlegs Vivien Thomas i Alfred Blalock, on el seu personatge era interpretat per Mary Stuart Masterson. El cràter de Venus Taussig va ser batejat amb el seu nom en honor seu.